# Лоренс Отс
Лоренс Едвард Грейс («Тит») Отс (англ. Lawrence Oates нар.17 березня 1880, Лондон — пом.16 березня 1912, Антарктида) — капітан кавалерії британської армії, ветеран Другої Англо-бурської війни, дослідник Антарктики, учасник антарктичної експедиції «Терра Нова», член Полярної групи, супутник капітана Роберта Фолкона Скотта по «штурму» Південного полюса в 1911—1912 роках. Під керівництвом Роберта Скотта разом зі своїми супутниками досяг Південного полюса на 35 днів пізніше групи Рауаля Амундсена. Отримав особливу популярність у зв'язку з обставинами смерті: на зворотному шляху з полюса вийшов з намету в заметіль і сорокаградусний мороз зі словами «Я вийду на повітря і, можливо, трохи затримаюсь».
Смерть Отса розглядається як акт самопожертви: знаючи, що його нездатність нормально пересуватися скорочує шанси трьох його товаришів на порятунок, він вибрав вірну смерть.

## Біографія
Лоренс Отс народився в Патні, південному передмісті Лондона, в 1880 році. Він був сином Вільяма і Керолайн Отс (уродж. Керолайн Бактон), мав сестру Ліліан, яка була старшою за нього на один рік. Отс був нащадком заможних поміщиків Ессекса та Йоркшира, деякі з його предків билися в битві при Гастінгсі, а родове сімейне древо мало родинні зв'язки майже на десять століть. Дядьком Отса був натураліст і дослідник Африки Френк Отс. Лоренс жив в Патні в період з 1885 по 1891 роки, у віці з 5 до 11 років, за адресою Upper Richmond Road, 263. Він був одним із найкращих учнів школи Willington Prep на розі Colinette Road. Подальшу освіту отримав в школі South Lynn в Істборні, після чого вступив в Ітонський коледж. Коледж вищої освіти не давав, і її відсутність в Лоренса пов'язана з дислексією.
У колі знайомих Отс мав прізвисько Тит Отс, а в сімейному колі — просто Лорі. Під час експедиції «Терра Нова» товариші часто називали його «Солдатом».
Отс був великим шанувальником Наполеона, навіть попри суперництво між Великою Британією і Францією після наполеонівських воєн. У базовому таборі майбутньої експедиції «Терра Нова» Отс повісив його портрет.
В 1898 році Отс приєднався до третього резервному батальйону Полку західного Йоркшира. Під час Англо-бурської війни проходив службу в чині молодшого офіцера в елітному 6-му (Інніскіллінгському) драгунському полку, куди він вступив 6 квітня 1900 року. У березні 1901 року, під час англо-бурської війни, Отс потрапив в засідку і отримав вогнепальне поранення в стегно. На пропозицію здатися відповів відмовою, за що опісля отримав прізвисько «той, що не здається» та найпочеснішу бойову нагороду британської армії — Хрест Вікторії. Однак, це поранення призвело до того, що ліва нога Отса стала на цілий дюйм коротшою правої. У зв'язку з пораненням Отс був відправлений до Великої Британії на лікування, проте він повернутися на фронт ще до закінчення війни. В 1902 році йому було присвоєне звання лейтенанта, служив в Єгипті, Індії. В 1906 році став капітаном.
У біографії Отса «I am Just Going Outside: Captain Oates — Antarctic Tragedy», написаної Майклом Смітом і виданої видавництвом «Spellmount Publishers» в 2002 році стверджується, що в результаті сексуального зв'язку 20-річного Отса та 11-річної шотландської дівчинки Етті Маккендрік, у останньої народилася дочка, про яку Отс нічого не знав.

## Експедиція «Терра Нова»

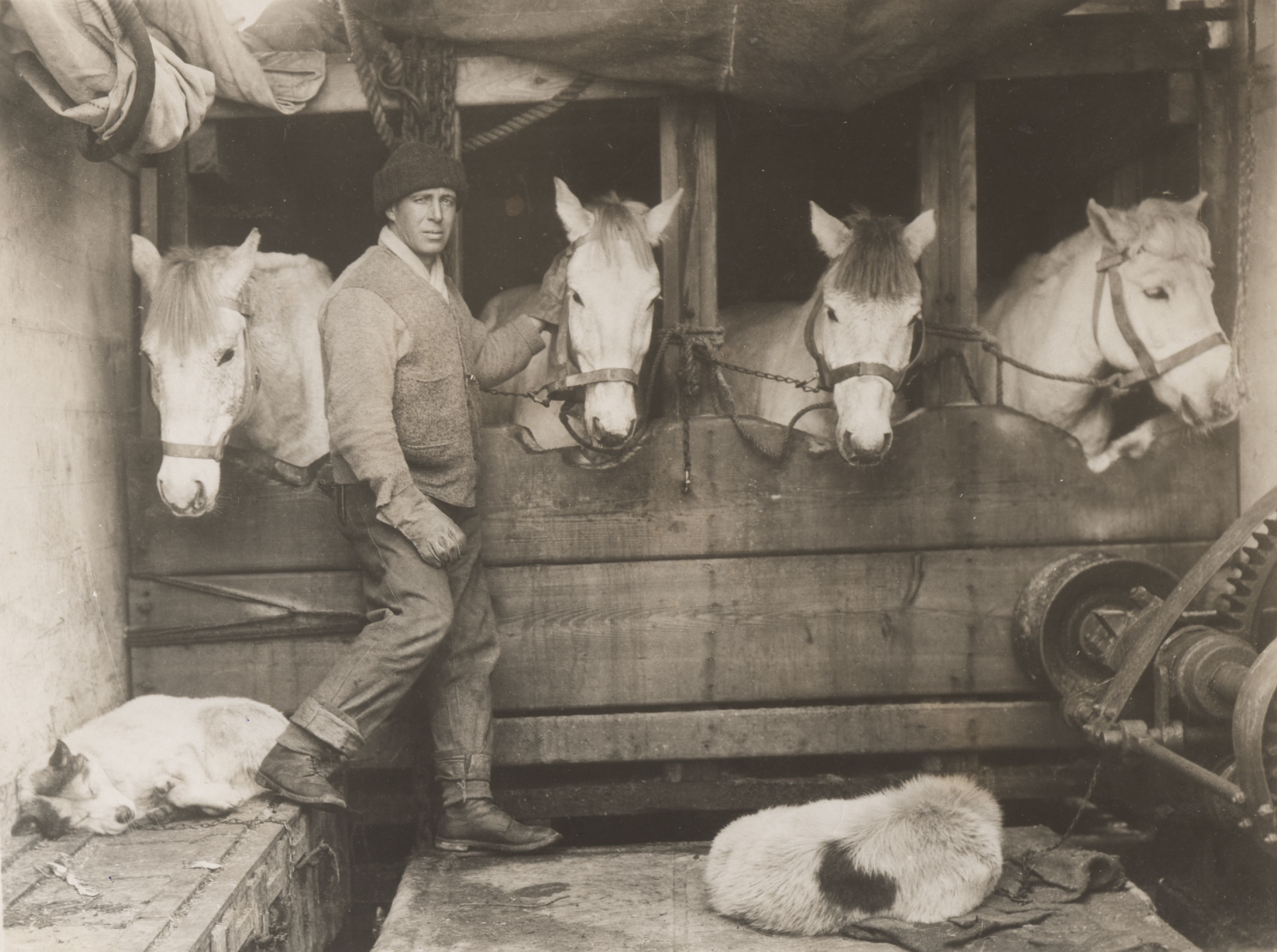
Лоренс Отс в конюшні, на борту «Терра Нови», 1911

В 1910 році Лоренс Отс подав заявку на участь в експедиції Роберта Фалкона Скотта до Південного полюса, і був прийнятий головним чином в силу наявного досвіду поводження із кіньми і, меншою мірою, в силу його здатності зробити значний фінансовий внесок в розмірі £ 1000 у фонд експедиції. В обов'язки Отса входив догляд за дев'ятнадцятьма маньчжурськими кіньми, яких Скотт мав намір використовувати для транспортування вантажів під час першого етапу експедиції — закладки перевалочних таборів, і на початку походу основної групи до полюса. І, насамкінець, Скотт обрав Отса, як одного із п'яти членів експедиції, хто увійшов в основну групу, покликану підкорити Південний полюс.
Отс часто критикував рішення Скотта щодо управління експедицією. «Вони один одного сильно дратували», — згадував пізніше інший учасник експедиції. Коли Отс вперше побачив коней, які були придбані для експедиції, то жахнувся: «найбільше стадо шкап, яке я коли-небудь бачив» і пізніше писав: «неосвіченість Скотта щодо використання в поході тварин — колосальна». Згодом він також записав у щоденнику: «Я сильно недолюблюю Скотта і кинув би все це, якби не сталося так, що ми були однією британською експедицією…. Він [Скотт] не прямолінійний, сам відпочиває першим, решта — не відпочивають взагалі». Але також Отс і зазначав, що його різкі слова часто були викликані важкими умовами, в яких вони всі перебували. Скотт характеризував Отса, як «веселого старого песиміста» і додавав: «Солдату все бачиться в похмурих тонах, але я знаю, що це просто його особливість». На підході до полюса Скотт дав Отсу таку характеристику:
 Отс був незамінний, коли живі були поні. Тепер він показав себе відмінним ходоком, весь час йде з повною викладкою, нарівні з усіма бере участь в розбивці табору і переносить всі труднощі походу не гірше будь-кого із нас. Я б не хотів залишитися без нього. Мабуть, наша п'ятірка так щасливо підібралася, що кращого неможливо й уявити..

### Похід до полюса
Капітан Скотт, капітан Отс і ще 14 інших членів експедиції вирушили з базового табору на мисі Еванса до Південного полюса 1 листопада 1911 року. Під час 1 440-кілометрової подорожі в заздалегідь визначених місцях частина членів експедиції повертали назад, доставивши необхідні припаси для закладки чергового перевалочного табору. 4 січня 1912 року на широті 87° 32' Скотт ухвалив рішення щодо того, хто зробить основний ривок до полюса, який знаходився за 269 кілометрів на південь. Цими людьми стали: Роберт Скотт, Едвард Адріан Вілсон, Генрі Робертсон Боверс, Едгар Еванс і Лоренс Отс. Хоча Отс до останнього був упевнений, що йому, простому солдату без будь-яких спеціальних навичок, не пощастить увійти в основну групу. Біограф Скотта Гаррі Ладлем вважає, що Роберт Фалкон так прив'язався до всіх п'ятьом супутників, що просто не міг зважитися залишити когось із них. Вважають також, що «Отс завоював право йти до полюса своїм дбайливим і ретельним доглядом за поні»..
18 січня 1912 року, через 79 днів після початку походу, вони, нарешті, досягли полюса, але лише для того, щоб виявити там табір норвезького дослідника Руаля Амундсена, безліч людських і собачих слідів. Всередині намету Амундсена була виявлена записка, адресована Скотту, в якій повідомлялося, що норвезька експедиція досягла полюса 14 грудня 1911 року, тобто на 35 днів випередила Скотта і його супутників. В ньому також було прохання, переслати цього листа норвезькому королю, для засвідчення перебування Амундсена на полюсі, і Скот береться виконати цю просьбу.

### Зворотний шлях і загибель
Ми знали, що бідний Отс йде на смерть, і відмовляли його, але в той же час усвідомлювали, що він чинить як благородна людина і англійський джентльмен. Ми всі сподіваємося так само зустріти кінець, а до кінця, безсумнівно, недалеко.
Група Скотта на зворотному шляху зіткнулася з великою кількістю труднощів. Виключно несприятливі погодні умови, погане харчування, травми від падінь, наслідки цинги, сніжна сліпота та обмороження — все це значно уповільнювало їх просування. 17 лютого 1912 року, біля підніжжя льодовика Бірдмора, помер Едгар Еванс, як вважали його супутники, від наслідків сильного удару по голові, отриманого коли Едгар провалився в тріщину кількома днями раніше. Ноги і ніс Отса були сильно обморожені і було висловлено припущення, що його військова рана знову відкрилася через наслідки перенесеної цинги. Отс втомлювався швидше за своїх супутників. Його повільне просування і категоричне небажання його товаришів залишити Отса, викликало сильне відставання від графіка. Між перевалочними таборами, в яких містився тижневий запас їжі і палива, було в середньому по 105 кілометрів шляху, а це означало, що мандрівники повинні були проходити в день більше 14 кілометрів, щоб зберегти припаси для заключних 640 кілометрів їх зворотного шляху, що проходив через шельфовий льодовик Росса. Але проходили вони значно менше, а до кінця шляху пройдені відрізки стали скорочуватися до 5 кілометрів, через погіршення стану Отса. 15 березня він сказав супутникам, що не може більше йти і попросив залишити його разом зі спальним мішком на льодовику. Але його товариші зробити це відмовилися. Ще кілька кілометрів пройшов він тим днем, але до ночі його стан ще більше погіршився.
Всупереч надії Отса просто не прокинутися вранці 16 березня напередодні дня свого народження, він прокинувся і, усвідомлюючи ситуацію, що склалася, будучи впевненим у необхідності принести себе в жертву в ім'я шансу на порятунок інших, вийшов із намету босоніж зі словами, зверненими до своїх супутників: «Я вийду на повітря і, можливо, трохи затримаюсь». Поза наметом лютувала заметіль, а температура опустилася нижче −40° C. Тіло Лоренса Отса ніколи не було знайдено.
Пошукова партія в листопаді 1912 року встановила піраміду з каменів поруч з тим місцем, де імовірно розлучився з життям Отс. Напис на піраміді говорить:
Поблизу помер дуже доблесний джентльмен, капітан Л. Е. Отс з Інніскіллінгського драгунського полку. У березні 1912, на зворотному шляху з полюса, він добровільно пішов на смерть в сніговий буран, щоб спробувати врятувати своїх товаришів, захоплених бідою.

## Пам'ять

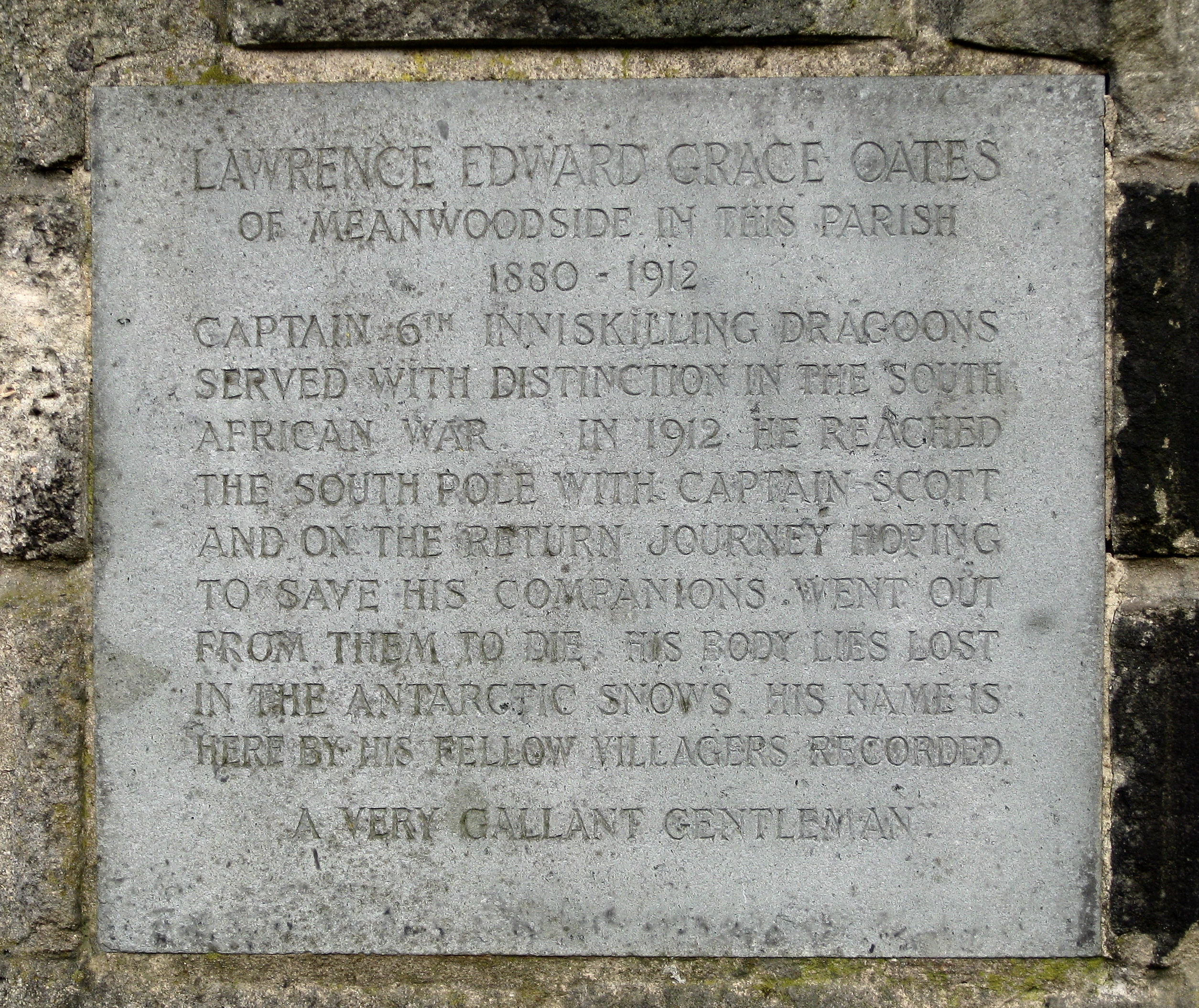
Монумент Отсу поблизу церкви Святої Трійці, Манвуд, Лідс

- Лоренс Едвард Грейс Отс нагороджений:[11][24][25]
  -  Королівською медаллю за Південну Африку з барсами;
  -  Хрестом Вікторії — найвищою і найпочеснішою нагородою Британської корони;
  -  Полярною медаллю — за антарктичну експедицію.
- Поблизу можливого місця смерті Отса членами пошукової експедиції в листопаді 1912 року був встановлений пам'ятник і невеликий хрест в пам'ять про Лоренса Отса.
- Членами рятувальної експедиції над місцем спочинку останніх членів походу до Південного полюса була зведена піраміда з льоду і снігу, а напис на встановленому хресті містив слова:

… також в пам'ять їх двох доблесних товаришів, капітана Інніскіллінгського драгунського полку Л. Е. Дж. Отса, який пішов на смерть в пургу приблизно за вісімнадцяти милях на південь від цього місця, щоб врятувати своїх товаришів; також матроса Едгара Еванса, який помер біля підніжжя льодовика Бірдмора. «Бог дав, Бог і взяв, благословенне ім'я твоє Господи».
- Частині північного узбережжя Землі Вікторії в Східній Антарктиді, відкритої експедицією «Терра Нова», яка має протяжність у 600 кілометрів, було дано назву Берег Отса.
- Музей Отса в будинку Гілберта Вайта[26] в Селборні, графство Гемпшир. Присвячений життю Лоренса Отса і його дядька, натураліста — Френка Отса.
- У 1913 році офіцерським братством був зведений пам'ятник Отсу в парафіяльній церкві Святої Марії Богородиці в селі Gestingthorpe, графство Ессекс. Церква знаходиться навпроти будинку його сім'ї в «Gestingthorpe hall».
- У місті Манвуд, округу Лідс, поблизу церкви Святої Трійці був встановлений монумент в пам'ять про Лоренса Отса.

## У мистецтві

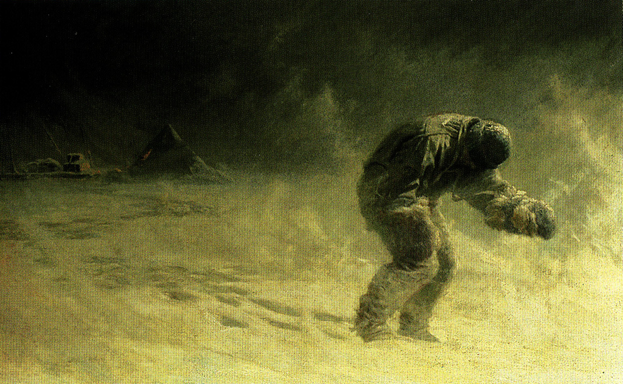
«Дуже доблесний джентльмен», Джон Долман 1934 рік

- Британський художник і ілюстратор Джон Чарльз Доллман в 1934 році створив ілюстрацію смерті Отса, давши їй назву «Дуже доблесний джентльмен».
- У фільмі «Скотт із Антарктики», знятому у 1948 році, роль Отса виконав актор Дерек Бонд.
- У 1985 році відбулася прем'єра міні-серіалу «Останнє місце на Землі» виробництва BBC, знятого за книгою «Скотт і Амундсен» (1979) біографа-журналіста Роланда Хантфорда. Роль Отса виконав актор Річард Моран.[27].
- Науково-фантастична повість, про колишнього капітана британської армії Лоренса Отса, «Може пройти деякий час» письменниці Бренди Клаф була номінована на премії Г'юґо і Неб'юла.
- У вірші «Антарктида» Дерека Махуна описуються останні хвилини життя Отса. Кілька разів в цьому творі звучать останні його слова: «Я вийду на повітря і, можливо, трохи затримаюсь».
- іспанська хеві-метал група «WarCry» записала пісню «Капітан Лоренс», в якій оповідає про рішення, ухвалене Лоренсом для порятунку товаришів.
- Іспанська група «Mecano» в пісні «Герої Антаркиди» також оповідає про долю Отса і його супутників.
- У романі 2009 року канадської письменниці Маргарет Етвуд «Рік Потопу» персонаж Адам Уан посилається на «Святого Лоренса Тита Отса із експедиції Скотта» в промові, виголошеній серед послідовників релігійної секти «Садівники Божі». Один із персонажів роману також носить ім'я Отс.
- Популярний австрійський письменників Стефан Цвейг у своєму циклі історичних новел «Зоряні миттєвості людства» в творі «Боротьба за Південний полюс» описує весь драматизм експедиції Роберта Скотта. Тут він записами із щоденника Скотта описує останні хвилини життя Лоренса Отса:

…Під вечір він [Отс] сам вимагає, щоб його залишили в спальному мішку і не зв'язували свою долю з його. Усі рішуче відмовляються, хоча усвідомлюють, що це принесло б їм полегшення. Ще кілька кілометрів Отс бреде на відморожених ногах до стоянки, де вони проводять ніч. Уранці вони визирають з намету: люто бушує завірюха.

Раптово Отс встає. «Я вийду на хвилинку, — говорить він друзям. — Побуду трошки зовні». Їх охоплює тремтіння, кожний розуміє, що значить ця прогулянка. Але ніхто не зважується затримати його хоч словом. Ніхто не зважується простягнути йому руку на прощання, усі потупившись мовчать, тому що знають, що Лоренс Отс, ротмістр Інніскіллінгського драгунського полку, героїчно йде назустріч смерті.